# Meyrick-Helm

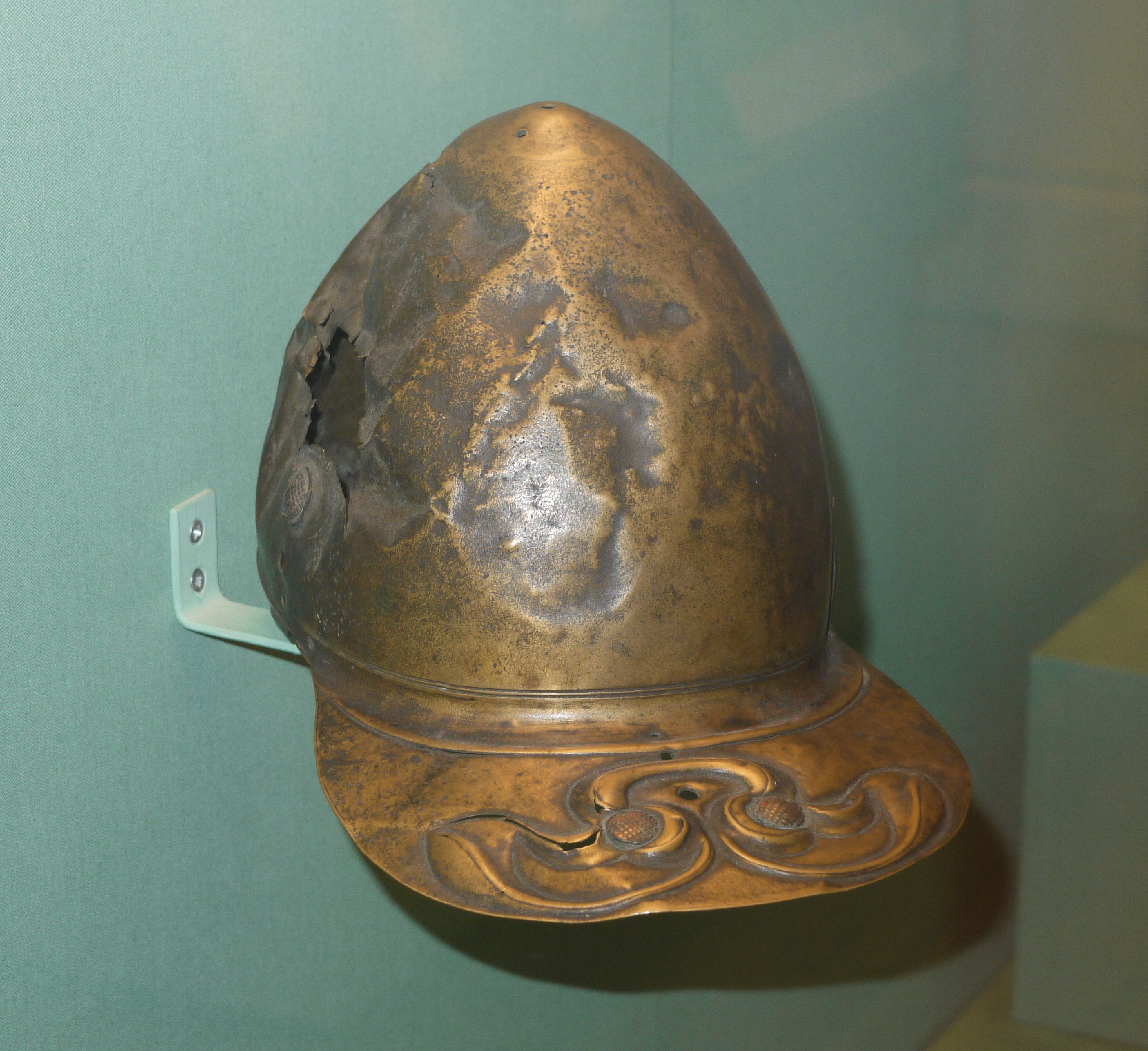
Meyrick-Helm

Der Meyrick-Helm (englisch Meyrick Helmet), der im Britischen Museum in London gezeigt wird, ist ein bronzener Helm aus der Eisenzeit mit einer Repoussoir-Verzierung im La-Tène-Stil. 
Der Helm wird als keltische Version eines römischen Hilfstruppenhelms betrachtet, der die römische Form mit einem Dekor im La Tène-Stil kombiniert. Er hat die Form einer konischen Kappe mit einem Spitzenschutz. Er besteht aus einem einzigen Stück Bronzeblech. An den Seiten befinden sich Löcher zum Befestigen des Kinnriemens oder von Wangenstücken und am oberen Ende des Helmes ein Loch zum Befestigen eines Federbusches. Am Helmrand sind zwei Striche eingeschnitten, die die römische Zahl „II“ darstellen könnten. 
Es ist einer von drei in Großbritannien entdeckten eisenzeitlichen Helmen. Die beiden anderen sind der Waterloo-Helm und der 2012 entdeckte Canterbury-Helm, ein Helm vom Typ Coolus. Im Gegensatz zum Waterloo-Helm, der zwei kegelförmige Hörner trägt, ist der Meyrick-Helm hornlos und scheint dem römischen Modell zu entsprechen. John Vincent Stanley Megaw (geb. 1934), vermutete, dass der Helm zu einem britischen Hilfskorps der römischen Armee, während der Feldzüge gegen die Briganten in den Jahren 71–74 n. Chr. gehört hat.
Die Herkunft des Helmes ist unbekannt. Aus stilistischen Gründen wird vermutet, dass er aus Nordengland stammt, dem Gebiet, das von den Briganten kontrolliert wurde. Der Helm wurde erstmals als Teil der Sammlung von Samuel Rush Meyrick (1783–1848) verzeichnet und muss vor 1848 gefunden worden sein. Möglicherweise stammte er aus dem zwischen 1843 und 1845 in der Nähe des Stanwick Fort in North Yorkshire von Mortimer Wheeler (1890–1976) ausgegrabenen Stanwick-Hoard. Nach Meyricks Tod wurde der Helm mit anderen Gegenständen, wie dem Witham-Schild, seinem Cousin, Augustus Meyrick (1826–1902) überlassen, der sie zwischen 1869 und 1872 veräußerte. Der Helm wurde von Augustus Wollaston Franks (1826–1897) gekauft, einem wohlhabenden Antiquar, der für das British Museum arbeitete. Franks spendete ihn 1872 dem Museum. Dem Helm wurde die Inventarnummer 1872, 1213.2 zugeordnet.